# Saint-Égrève
Saint-Égrève település Franciaországban, Isère megyében. Lakosainak száma 17 930 fő (2022. január 1.). Saint-Égrève Fontanil-Cornillon, Saint-Martin-le-Vinoux, Sassenage, Grenoble, Noyarey, Proveysieux és Quaix-en-Chartreuse községekkel határos.

## Népesség
A település népessége az elmúlt években az alábbi módon változott:
| Lakosok száma | 11 445 | 14 363 | 15 891 | 15 375 | 15 996 | 15 738 | 15 838 | 15 944 | 16 015 | 17 930 |
|               | 1968   | 1982   | 1990   | 2006   | 2013   | 2015   | 2017   | 2019   | 2020   | 2022   |